# Aeroporto di Bridgetown - Grantley Adams
L'Aeroporto di Bridgetown - Grantley Adams (IATA: BGI, ICAO: TBPB), è un aeroporto situato a Barbados, nella località Christ Church.